# Blackheart
Blackheart est un démon évoluant dans l'univers Marvel de la maison d'édition Marvel Comics. Créé par la scénariste Ann Nocenti et le dessinateur John Romita Jr., le personnage de fiction apparaît pour la première fois dans le comic book Daredevil (vol. 1) #270 en septembre 1989.
Il est le créateur des Antithèses, un groupe de super-vilains spécialement conçus pour lutter contre Venom, Red Hulk, X-23 et Ghost Rider.

## Biographie du personnage
Attiré par le mal provenant des assassinats perpétrés dans un quartier de NYC, Méphisto y créa un fils, Blackheart à partir de l'énergie négative. Éduqué par son père, Blackheart tenta de corrompre des héros au cœur pur, comme Spider-Man et Daredevil, sans succès.
Mephisto envoya Blackheart sur Terre, affaibli, pour qu'il apprenne l'humilité. Il retourna à Christ's Crown, son lieu de naissance, et essaya de corrompre le Punisher, Wolverine et Ghost Rider, encore une fois sans succès.
Blackheart créa un groupe d'Esprits de la Vengeance pour affronter le Ghost Rider (Noble Kale). Son plan échoua et Ghost Rider le tua, gagnant le contrôle de son territoire infernal.
Ne pouvant réellement mourir, Blackheart reprit forme, et on le revit à un rassemblement d'entités démoniaques avec Mephisto, Satannish, et Dormammu, inquiétés du retour de Magik.

## Pouvoirs et capacités
Blackheart est un puissant démon créé par Méphisto, semble t-il à partir de la dimension Darkforce (en).
- Blackheart  possède une endurance et une force surhumaine, de nature magique.
- Il a déjà fait preuve de divers pouvoirs à de hauts degrés, comme la télépathie, la télékinésie, la lévitation et le voyage interdimensionnel.
- Il guérit très rapidement de ses blessures, même mortelles, et peut émettre des rayons d'énergie magique.
- Il ne possède pas d'âme.

## Antithèses
Les Antithèses sont un groupe de super-vilains créé par Blackheart pour lutter contre Venom, Red Hulk, X-23 et Ghost Rider. Ils sont apparus pour la première fois dans Venom no 13, en 2012. Blackheart a créé chaque super-vilain pour être l'antithèse d'un super-héros. Les membres de l'équipe sont :
- Ichor, antithèse de Ghost Rider, un ange masqué ;
- Encephalon, antithèse de Red Hulk, dont le corps est constitué d'un encéphale humanoïde. Il a été assez fort pour affronter le Hulk rouge en combat singulier. Il peut influencer mentalement ses adversaires et provoquer la peur ;
- L'évangéliste, antithèse de Venom, vieil homme borgne possédant une bible maléfique. Les pages peuvent s'arracher et voler pour former un cage très solide, ou des lames rectangulaires qu'il peut lancer très rapidement, transformant le papier en une arme mortelle. Son pouvoir est assez puissant pour arracher le symbiote de Venom et projeter des illusions parfaites ;
- X-666, antithèse de X-23, une cheerleader acrobatique dont les pompons sont constitués de pièces métalliques acérées.

## Apparition dans d'autres médias

### Cinéma
- 2007 : Ghost Rider de Mark Steven Johnson, incarné par l'acteur Wes Bentley.